# Sergey Zlobin
Sergey Zlobin, né le 29 mai 1970 à Moscou en Russie, est un ancien pilote de course automobile russe.

## Palmarès

### Résultats aux24 heures du Mans
| Année | Écurie                                   | Copilotes                    | Voiture          | Classe | Tours | Pos. | Class Pos. |
| ----- | ---------------------------------------- | ---------------------------- | ---------------- | ------ | ----- | ---- | ---------- |
| 2005  | Intersport Racing (en) Cirtek Motorsport | Juan Barazi Bastien Brière   | Courage C65      | LMP2   | 30    | Abd. | Abd.       |
| 2014  | SMP Racing                               | Mika Salo Anton Ladygin (de) | Oreca 03R-Nissan | LMP2   | 303   | 37e  | 12e        |

### Résultats aux24 heures de Daytona
| Année | Écurie         | Copilotes                                                  | Voiture                | Classe | Tours | Pos. | Class Pos. |
| ----- | -------------- | ---------------------------------------------------------- | ---------------------- | ------ | ----- | ---- | ---------- |
| 2002  | Mastercar SRL  | Andrea Montermini Vincenzo Polli Franco Bertoli            | Ferrari 360 Modena GT  | GT     | 551   | Abd. | Abd.       |
| 2014  | SMP/ESM Racing | Boris Rotenberg Mikhail Aleshin Maurizio Mediani Mika Salo | Ferrari 458 Italia GT3 | GTD    | 662   | 21e  | 4e         |

### Résultats auChampionnat du monde d'endurance
| Année | Ecurie     | Châssis  | Moteur                      | Classe | 1     | 2     | 3     | 4     | 5     | 6     | 7        | 8     | Position | Points |
| ----- | ---------- | -------- | --------------------------- | ------ | ----- | ----- | ----- | ----- | ----- | ----- | -------- | ----- | -------- | ------ |
| 2014  | SMP Racing | Oreca 03 | Nissan VK45DE 4,5 l V8 Atmo | LMP2   | SIL 3 | SPA 4 | LMS 1 | COA 2 | FUJ 3 | SHA 2 | BHR Abd. | SÃO 2 | 1re      | 146    |

### Résultats auxEuropean Le Mans Series
| Année | Ecurie     | Châssis                | Moteur                | Classe | 1     | 2     | 3     | 4     | 5     | Position | Points |
| ----- | ---------- | ---------------------- | --------------------- | ------ | ----- | ----- | ----- | ----- | ----- | -------- | ------ |
| 2014  | SMP Racing | Ferrari 458 Italia GT2 | Ferrari 4.5 L V8 Atmo | LMGTE  | SIL 2 | IMO 1 | RBR 6 | LEC 7 | EST 1 | 1re      | 85     |